# 塞勒姆审巫案
塞勒姆審巫案（英語：Salem Witch Trials）是指在1692年2月至1693年5月期間，在英屬北美殖民地麻薩諸塞灣省塞勒姆（現屬美國麻薩諸塞州）遭指控使用巫術者所參與的一系列聆訊及訴訟，該審判導致二十人遭處以死刑（其中十四位是女性），除其中一位以外皆處以絞刑，另有五位死於獄中（其中包括两只狗）。

## 事件概述
1692年2月，塞勒姆一位牧師塞繆爾·帕里斯其9岁的女儿貝蒂·帕里斯和11歲的外甥女艾比蓋兒·威廉斯得了一种奇怪的病，二人开始呈现昏睡状态，有時发出尖叫声，乱扔东西；有时身体抽筋并发出痛苦的呻吟声。接着，其他女孩也出现同样的症状，恐慌笼罩了整个小镇。
當時的医生诊断後認為这些女孩受到巫术的蛊惑。几位牧师来到小镇为病人祈祷，没有任何效果。于是牧师们要求女孩必须指出哪些是使用巫术的人。当时人们普遍认为：恶魔是通过一个人传递到另一个人的。也就是恶魔必须让一个人充当它的代理人。恶魔便以代理人的面目出现去伤害他人。幽灵只有受害人看得见。正是这种“幽灵证据说”被法庭所接受。一开始，女孩们指出三个女人是女巫：印第安裔女奴提图芭；一個女乞丐萨娜·古德；一个与契约劳工结婚并很少参加教会集会的女人萨娜·奥斯本。
到了1692年5月，塞勒姆镇和波士顿的监狱里等待审判的巫术嫌疑人數不勝數。大约有200多人被指控使用巫術罪，其中女性多于男性。随着女巫案情不断扩大，有些人开始怀疑这些女孩指控的真实性。在1692年的夏季，6个女巫的绞刑并没有令整個殖民地省的女巫审判案终止。愈来愈多的人出现病魔折磨的症状，于是对女巫的指控和审判也来愈来愈多。不论贫富，农民或商人均有人被指控。没有人能够幸免被指控为女巫。
在强大的舆论压力下，麻薩諸塞灣省行政首長威廉·菲普斯（William Phips）于1692年10月29日下令：除非万不得已，不得关押巫术嫌疑犯，并不要伤害任何在押的嫌疑犯。10月29日，他又下令解散特别审判法庭。1693年1月，最后一场审判巫术的案件结束。1693年5月，菲普斯省長大赦所有在押的巫术嫌疑犯并终止所有的审判。截至此时，塞勒姆女巫审判案已使得19人被处以绞刑，1人被石头堆压死，5人死於獄中。

## 背景
在17世纪的北美殖民地，崇尚超自然是日常生活的一部分，因为人们坚信魔鬼（撒旦）还存在在地球上。这个概念出现在15世纪的欧洲，并蔓延到北美洲的殖民统治区。而后巫术被用于农民，来保佑他们的农业。随着时间的推移，白魔法的想法渐渐转变为黑魔法，并与恶魔和邪灵相关。从1560年到1670年，巫术迫害变得很普遍，就像迷信与恶魔联系起来一样。在《反抗现代撒旦主义》（1668）一文中，约瑟夫·格兰维尔（Joseph Glanvill）声称他能证明存在女巫和鬼魂的超自然境界。格兰维尔写道“拒绝身体的复活和超自然的精神”。在他的论文中，他声称，聪明的人应该相信巫婆和神灵，如果他们怀疑这种精神，那么他们不仅是否认恶魔，也是否认全能的上帝。格兰维尔想证明超自然是不可否认，那些否认神灵的人也是对他们所信仰的天使的亵渎。格兰维尔和科顿·马瑟等人的作品试图证“惡魔还活着”，这种信念让人们相信恶魔们还在地球上活跃着，并传达出无尽的恐惧。
在塞勒姆的男性和女性将所有的不幸都归因于魔鬼，当婴儿死亡、农作物歉收或会众摩擦发生时，人们就会指责超自然的力量。由于当时人们对巫术指控的规模非比寻常，各个方面的历史背景都被视为其根源。

### 新英格兰地区的巫术
历史学家克拉伦斯·F·朱厄特（Clarence F. Jewett）在《纪念波士顿的历史：包括萨福克郡，马萨诸塞州1630–1880》（蒂克纳公司，1881）中列举出在新英格兰地区被处决的巫师列表。他写道：
以下列表中的12人是在1692年之前在新英格兰因巫术而被处决的人，而1692年时在塞伦被处决的其他24个人是非常知名的。该清单可能并不完整，但已经包含了我（朱厄特）所知道的全部内容，并且细化到名字和日期等细节： 
- 1647 — “温莎的女人，”康涅狄格州（姓名不详）（后来确定爱丽丝·杨（Alice Young）），哈特福德。
- 1648年 — 玛格丽特·琼斯（Margaret Jones），波士顿。
- 1651年 —贝塞特夫人（Goodwife Bassett），在康涅狄格州费尔菲尔德，
- 1653年 —奈普夫人（Goodwife Knap），哈特福德。
- 1656年 — 安·西宾（Ann Hibbins），波士顿。
- 1662 — 格林先生（Goodman Greensmith），哈特福德。
- 1662年 — 格林夫人（Goodwife Greensmith），哈特福德。
- 1688年， — 安·格羅夫（Ann Glover），波士顿。

### 政治背景

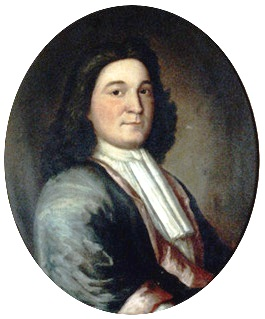
行政首長威廉·菲普斯爵士 (1651–1695)

1629年开始执行的对于马萨诸塞湾殖民地的皇家宪章在1684年被废除，也就是在詹姆斯二世任命埃德蒙·安德罗斯为新英格兰自治领总督之后。在英国的“光荣革命”之后，也就是新教统治者威廉和玛丽取代了天主教的詹姆斯二世的政权后，安德罗斯也就随之在1689年下野。西蒙·邓白氏和托马斯·丹福斯，旧宪章光辉下殖民地的最后统治者，恢复了他们的统治地位，但由于旧宪章的废除，他们的领导缺乏宪法的保护。与此同时，定居在“东方”（现今的缅因州海岸）的英国殖民者和法国支持的瓦巴纳基联盟之间爆发战争，后被人们称为威廉王之战。这距离菲利普国王和万帕诺亚格人以及其他在新英格兰南部和西部的土著部落的毁灭性战争只有13年。在1690年10月，威廉·菲普斯爵士率軍攻击魁北克失利。在1689和1692之间，沿海岸的许多英国移民遭到了美洲土著的多次袭击，并带来大量难民涌入到埃塞克斯郡等领域。
1691年10月16日，在英格兰通过了对于正处于扩张阶段的马萨诸塞湾地区新领袖的任命。任命菲普斯作为新省长的消息在1692年的1月下旬传到达波士顿，正式的任命通知在随后的2月8日抵达，新省长菲普斯也于同年5月14日到任，并在两天后宣誓就职，宣布与副省长威廉·斯托頓一起执掌政权。他们对于省政府和议会的第一批决议，就包括对于法官、警长以及地区特别法庭的任命通知，希望以此来解决囹圄充积的现状。
博耶（Boyer）和尼森鲍姆（Nissenbaum）推测，如果没有一个合法有效任命，那么在菲普斯随着委任状到来之前，政府对于城市里的案件进行宣判将是不合法的。但是大卫·柯尼希(David Konig)并不同意这点，他指出，在菲普斯到来前，法院助理记录离记载了一次有效的判决：14名海盗，由于分别在1689年8月和10月犯下了劫船和谋杀的行为，在1690年1月27日被审判和定罪。

### 地区背景

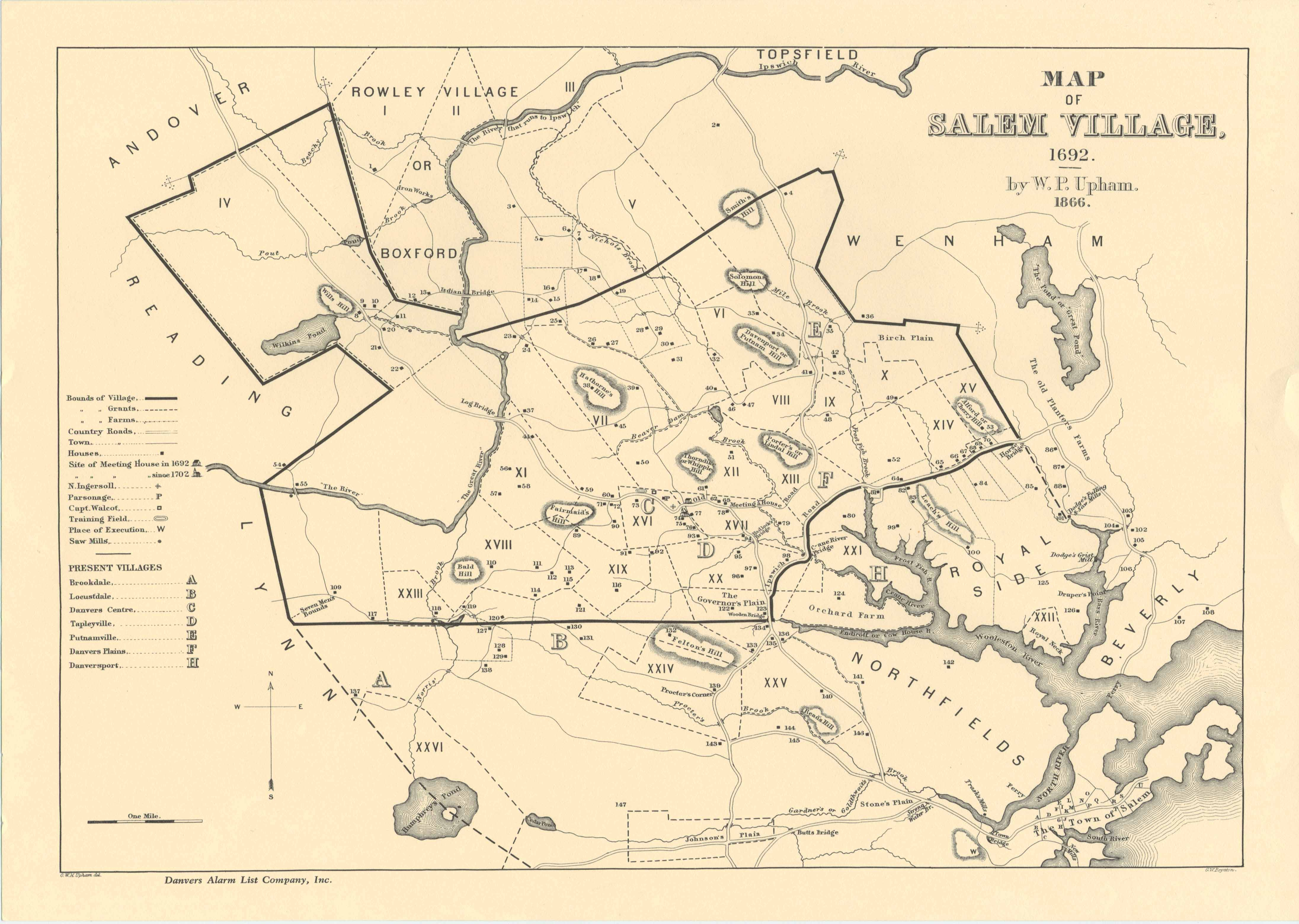
丹弗斯 (麻薩諸塞州)的地图, 1692

塞勒姆村（现今的丹弗斯）以其内部争论繁复声名远播，它的乡村与塞勒姆镇（现今的塞勒姆）之间的纠纷尤甚，他们对于贫困线、放牧权、教会特权等的争论异常激烈，那里的人们被他们的邻居视为“爱争吵”的人。 以至于1672年，村民们投票聘请了来自外乡的牧师。第一任牧师詹姆斯·贝利（James Bayley，1673年至1679年）和第二任的乔治·巴勒斯（George Burroughs，1680年至1683年）只待了几年，就因为民众没有支付其全部薪酬而离开了。尽管他们身为牧师的权利被法院所支持并且得到教会的认可，但他们均选择了离开。第三任的牧師，德奥达·劳森（1684年至1688年）也没有能够长久。他因为塞勒姆教会拒绝任命他而離開，因此沒有和當地會眾發生爭執。
在决定是否任命塞缪尔·帕里斯为第四任牧师时，村民们产生了分歧。而在1689年6月18日，村民们同意以年薪66英镑聘请帕里斯，“其中三分之一以金钱作为支付，而另外三分之二则以食品等物资形式支付，并允许他使用牧师住宅。尽管在1681年村民们曾经投票决定“村民们不得以任何形式，包括投票，将属于政府的房屋、土地或其它赋予任何个体。 那将是违反法律的”，但是他们仍然在1689年10月10日投票许诺将一幢房屋和两英亩（0.8公顷）的土地赋予新的牧师。虽然前几任牧师的命运和内部火热的争论预示着接手这个烫手的山芋是需要万分小心的，但是帕里斯牧师暂缓接受职位的策略只是加重了村里内部的分歧。他也没有任何解决教友们纠纷的天赋，由于在民众中刻意追求“不公正行为”并且使有良好信誉的教会成员因为小小的错误就要公开忏悔，他让村子内部的紧张情绪变得愈加浓烈，争吵在村里继续毫无节制地增长。在这样的氛围中，更加严重的冲突越来越不可避免了。

### 宗教背景

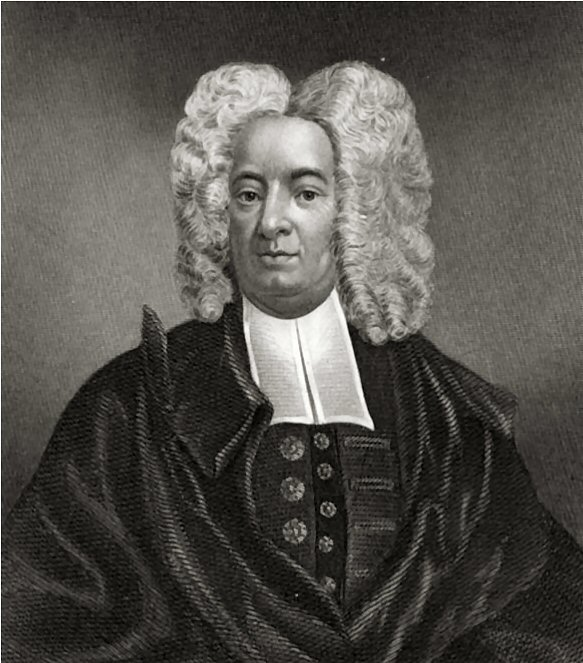
教士科顿·马瑟 (1663–1728)

在17世纪80年代的马萨诸塞宪法危机之前，政府已被保守的清教徒领袖主导。清教徒受加尔文主义的影响，反对许多英国新教教会的传统，包括祈祷书，在法事期间使用牧师的法衣和帽子，在洗礼时使用圣十字架以及跪拜圣餐，而这一切都是“罗马天主教”的构成。在二十年代和17世纪20到30年代，由于查尔斯一世的敌对政策和圣公会的官员对于持有反对意见的非圣公会的积极压迫越演越烈，清教徒和其他宗教的少数民族大迁移到北美国。这些移民在新英格兰地区建立了很多殖民地，期中马萨诸塞湾殖民地是面积最大且和经济实力最强的。自我治理自然而然地成为了其管理模式，因为建立一个基于他们自己宗教信仰的社会是他们的共同目标。殖民地的领袖从殖民者中选举，他们的宗教经历一般都经得起检验，并已被一个殖民地清教教会接受。殖民地的领导是他们教会的重要成员，并定期向当地官员汇报殖民地面临的问题。
在17世纪40年代，英国内战爆发。清教徒主导的国会议员胜利了，查尔斯一世于1649被处死。1653年，议会规则被奥利弗·克伦威尔的独裁新政所取代，但他的继任者理查德·克伦威尔的失败导致了旧秩序的恢复，查尔斯二世继续统治。这期间移民到新英格兰的人数明显减少，而一个成功的商人阶层开始发展，他们的宗教动机比殖民地早期的定居者要小很多。
在塞勒姆村，人们的生活由极端的加尔文主义教会的戒律所统治。对于诸如圣诞节和复活节等节日的庆祝活动、音乐和舞蹈是绝对禁止的，因为这些被认为是异教的根源。当时唯一被合法的音乐是无伴奏赞美诗，就像歌颂人类的爱与自然时代的民歌演唱。玩具，特别是玩偶也被禁止，并被认为是纯粹的浪费时间。对孩子的唯一教育素材是宗教教义和引文（不是圣经），所有的村民都要参加每星期三和星期日的三小时布道。乡村生活围绕着开会的房子，诸如庆祝丰收等被允许的活动都集中在这里进行。
在1692年之前，塞勒姆村周边的村落和其他城镇曾有过关于巫术的谣言。一个波士顿北部教堂的牧师科顿·马瑟是一个多产小册子的出版商，其中有些小册子闡述了他對於巫术的信念。在《難忘的遠慮──關於巫術與殖民地》（Memorable Providences, Relating to Witchcrafts and Possessions）（1689）一书中，马瑟描述了“神谕的意见”和“伟大的巫术”是如何影响了波士顿的泥瓦匠约翰·古德温（John Goodwin）的孩子。马瑟在书中阐述了古德温家族年紀最大的孩子如何被魔鬼缠身并偷了洗衣妇安·格罗夫（Ann Glover，於1688年因涉及巫術遭處以絞刑）的亚麻。格罗夫是一个可怜的老妇人，她的丈夫经常被描述为一个巫师，这也许就是为什么人们认为是格罗夫对古德文斯的孩子施了巫术。在这件事发生后，古德温的六孩子中有四个孩子开始遇到类似的巧合或是被人们称为“患上了惊奇的疾病”。这种将人们的表现归因于疾病的行为很快与巫术联系起来。这些症状包括颈部和背部的疼痛、吐舌头，以及随机的大声呐喊；其他症状包括无法让自己的身体变得柔软、像鸟一样挥动手臂等。

## 时间轴
大部分的记录显示，1692年的1月或2月，帕里斯家中的一些女孩遇难标志着此事件开始，最后一次审判结束于1693年5月。但是一些其他的记录将另外一些女巫的审判包括进来，提前了时间的开始时间，并且将一些审判后期恢复的信息记录下来，因此将结束时间延后。

### 初始事件

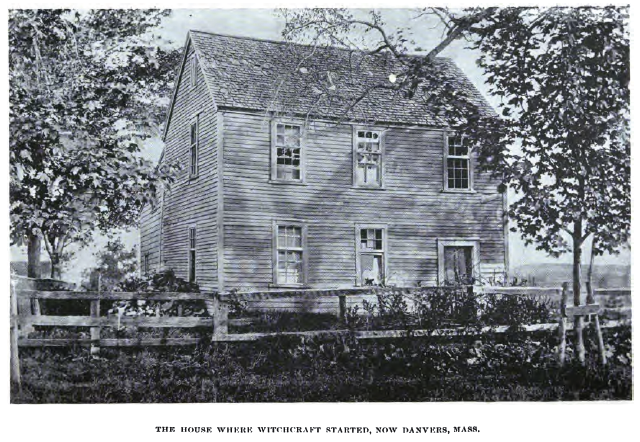
塞勒姆村的牧师住宅，摄于19世纪

1692年的冬天，在塞勒姆村庄，帕里斯的女儿和侄女9岁的贝蒂·帕里斯和她11岁的表姐艾比盖儿·威廉姆斯开始表现出一种奇怪的行为，被约翰·黑尔（John Hale）牧师描述为“超癫痫症状或者超自然疾病”行为。这些女孩不断尖叫，发出奇怪的声音，在屋里乱扔东西，在床底下爬，将她们的身体扭曲为奇怪的形状。据目击者称（前牧师德奥达·劳森）：这些女孩抱怨说她们被针刺过。但是，一位医生，历史上认为他叫做威廉·格里格斯，没有发现她们的身体有任何的病的症状。当劳森在塞勒姆村教堂传教的时候，他多次被这种事情打断。

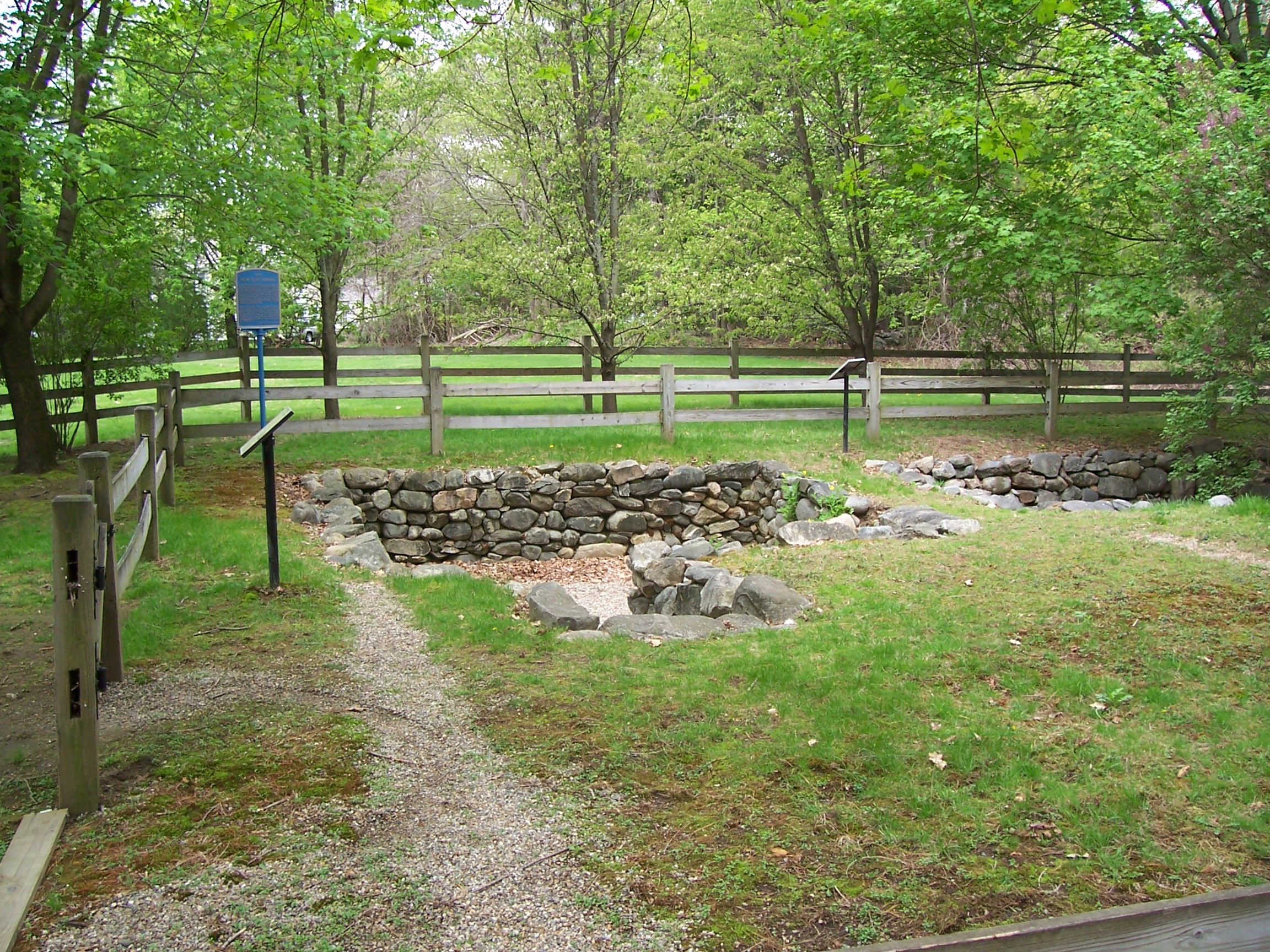
塞勒姆村牧师住宅的考古学遗迹

薩娜·古德、萨拉·奥斯本和提图芭被指控故意伤害贝蒂·帕里斯、艾比盖儿·威廉斯、12岁的安·普特南和伊丽莎白·哈伯德（Elizabeth Hubbard），并且被拘捕。小安普特南的这次控告被历史学家作为证据，来证明女巫试验事件的主要原因是家族争斗。在塞勒姆，普特南和波特家族有世仇，经常争斗。而且塞勒姆的所有居民都被卷入到这场争斗中来。塞勒姆的居民经常参加这些激烈的争辩，仅是由于看待这世仇的观念不同，争论经常上升为打架斗殴事件。
萨拉古德是一个无家可归的乞丐，她被指控使用巫术是因为她令人恐惧的名声。在审讯她时，她被指控反对清教严于律己的观念，折磨蔑视儿童，而不是带领他们走向一条救赎的道路。
萨拉奥斯本很少参加教会活动，她被指控使用巫术是因为清教徒认为她只顾自己的利益，和一个签了卖身契的仆人再婚。而且塞勒姆的居民对她强迫自己的儿子继承她之前的婚姻的这一行为非常恼火。
提图芭是一个和清教徒不同种族的奴隶，这使得她成为指控的目标。她被指控以淫荡的故事诱惑像艾比盖儿·威廉斯和贝蒂·帕里斯这样的年轻女孩。这些和恶魔发生性行为的故事，让男男女女都魂不守舍，这让提图芭成为指控的目标。
所有无家可归的妇女，都被怀疑符合使用巫术的指控，没有人保护她们。从1692年3月1日开始，这些妇女在当地法官指控使用巫术之前就被带走，并审问了好几天，最后投入监狱。随后，塞勒姆村的玛莎·科里（Martha Corey）、多萝西·古德和丽贝卡·納斯（Rebecca Nurse）和附近的伊普斯维奇村（Ipswich）的瑞秋·克林顿（Rachel Clinton）被指控。玛莎·科瑞表示怀疑这些女孩的指控，随后也被指控。她和丽贝卡·納斯被指控让村里的居民很为难，因为她们是塞勒姆教堂非常虔诚的信徒。如果这样的人都是女巫的话，那么任何一个人都有可能是女巫，这样，即使是教会成员，也不能逃脱指控。萨拉古德的女儿多萝西·古德（Dorothy Good），才4岁，在当地法官的讯问下，她的回答被认为是在承认自己的母亲确实是女巫。在伊普斯维奇村，瑞秋·克林顿由于被指控为女巫而被捕，这与塞勒姆女孩受害事件没有任何关系。

### 地方法官的指控和审查

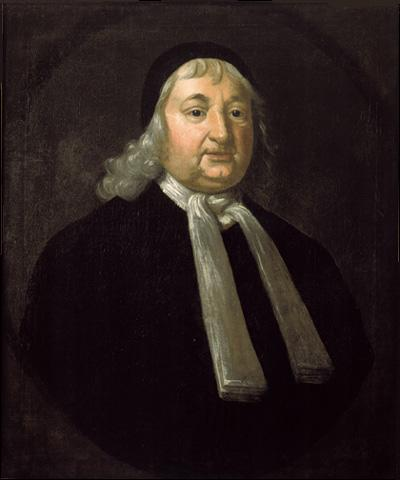
地方法官塞缪尔·休厄尔

当萨拉·克劳斯（Sarah Cloyce ）（丽贝卡·納斯的妹妹）和伊丽莎白·普罗克特（舊姓贝塞特）（Elizabeth (Bassett) Proctor）在四月被捕后，她们被带到了約翰·霍桑和喬納森·科溫面前，他两不止是当地法官，而且是省长委员会的成员。副镇长湯瑪斯·丹佛斯、助理塞繆爾·休厄爾、塞缪尔·阿普尔顿( Samuel Appleton)、詹姆斯·拉塞尔(James Russell)和艾萨克·阿丁顿(Isaac Addington)在审讯现场，约翰·普罗克特（John Proctor）对审讯一直持有异议，最后他也因此被捕。
在一周之内，吉尔斯·科里（Giles Corey）（玛莎的丈夫，一个塞勒姆镇虔诚的教会成员）、艾比盖儿·霍布斯（Abigail Hobbs）、布麗姬·比绍普（Bridget Bishop）、玛丽·沃伦（Mary Warren）（一个普罗克加重的仆人，曾經是原告本人）和蒂利沃倫斯·霍布斯（Deliverance Hobbs）（艾比盖儿·霍布斯的继母）被逮捕并审查。艾比盖儿·霍布斯、玛丽·沃伦和蒂利沃伦斯·霍布斯都认罪，并且供出了其他犯罪成员。接下来更多人被捕，名单如下：萨拉·王爾德斯（Sarah Wildes）、威廉·霍布斯（William Hobbs）（蒂利沃伦斯的丈夫、艾比盖儿的父亲）、小尼希米雅·阿伯特（Nehemiah Abbott）、瑪麗·伊斯泰（萨拉·克劳斯和丽贝卡·納斯的妹妹）、小爱德华·比绍普（Edward Bishop, Jr）和他的妻子萨拉·比绍普（Sarah Bishop）、玛丽·英格丽什（Mary English）。最后，4月30日，牧师乔治·巴勒斯( George Burroughs)、莉迪亚·达斯汀(Lydia Dustin)、蘇珊娜·馬汀、多卡斯·霍爾、莎拉·莫雷(Sarah Morey)和菲利普·英格丽什（玛丽的丈夫）、小尼希米雅·阿伯特被释放，理由是原告认为他的灵魂不应该折磨这些人。被捕几天后，玛丽·伊斯泰被释放，理由是原告无法确认是她就是女巫，但是当原告再次确认的时候，她又被捕了。
5月，各种指控纷至沓来，但是一些受指控的人已经开始逃跑。在约翰·威拉德和伊丽莎白·科尔森被逮捕之前，逮捕令就已经发出，但是小乔治·雅各布斯和丹尼尔·安德鲁斯还是没有抓住。直到现在，所有程序仍然只有调查。但是在1692年5月27日，威廉·菲普斯命令为萨福克、艾塞克斯、米德尔塞克斯三地设立特殊法庭，起诉那些已经关在监狱里的人。同时，个多的逮捕令也已经发出。萨拉·奥斯本，前三被告之一，在1692年5月10日在监狱中死亡。

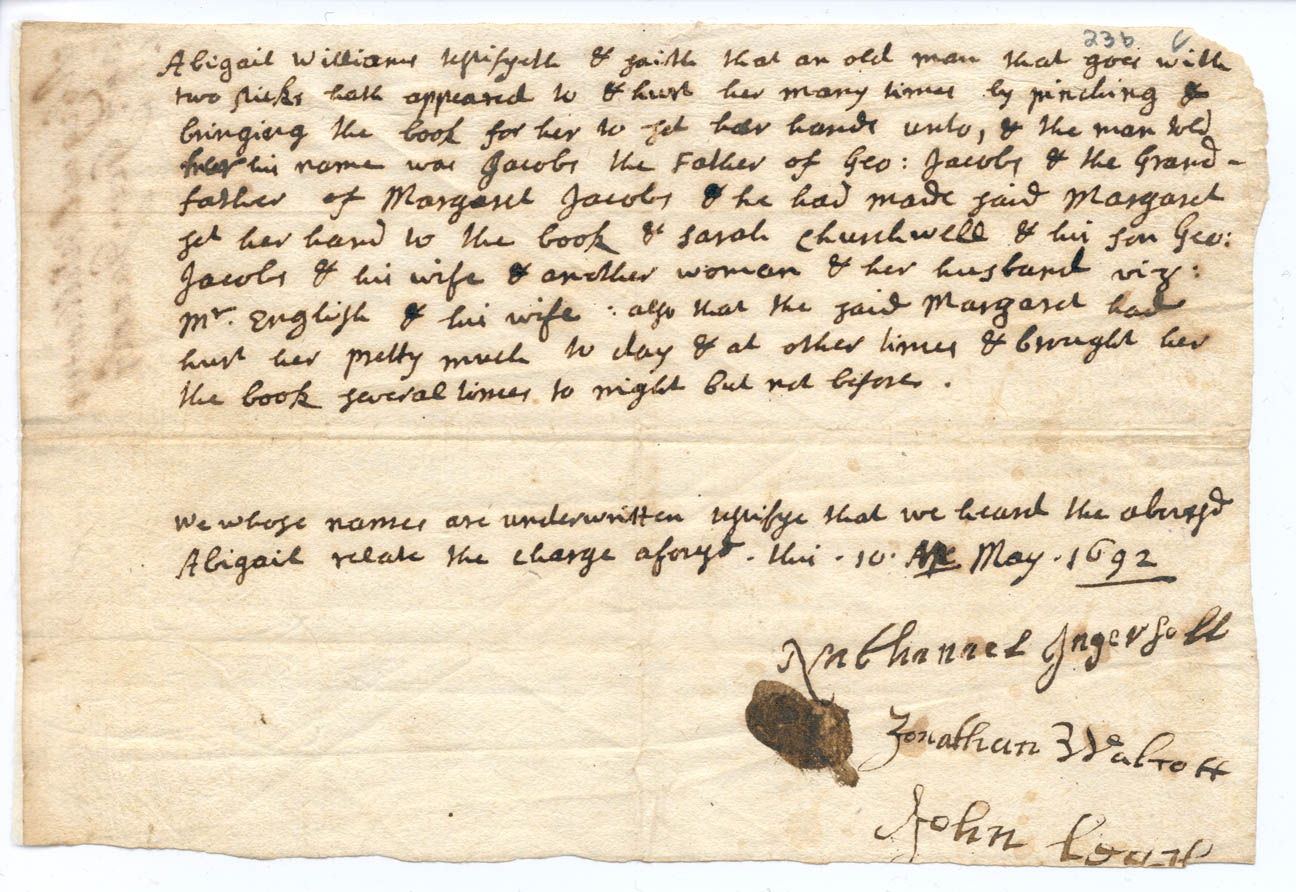
原告艾比蓋兒·威廉斯和被告老喬治·雅各布斯的證詞

在审讯进行的同时，又有36份逮捕令发出，当特殊法庭在5月底开庭时，这次逮捕的总人数达到了62人。
科顿·马瑟写信给一名法官约翰·理查德（John Richards），是他教会的成员，在信中他表示支持这次起诉，但是提醒他“不要给幽灵的存在施加太大的压力。现在非常清楚魔鬼有时候不仅以无罪者的形象出现，而且以善良人的形象示人。尽管我相信正义的上帝通常会提供一种方法来快速的分辨出谁是被冤枉的。”

### 正式起诉：法庭的审讯和判决

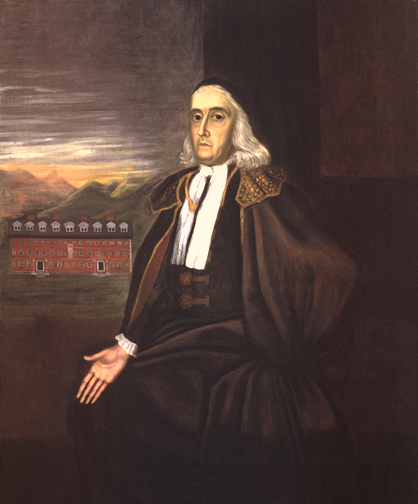
副省长威廉·斯托顿（(1631–1701)）

1692年6月2日，法庭在塞勒姆镇开庭。新任副省长威廉·斯托顿（William Stoughton）作为法官，托马斯·牛顿（Thomas Newton ）为原告，斯蒂夫·斯维尔（Stephen Sewall）作为法庭书记员。布麗姬·比绍普（Bridget Bishop）的案子第一个审判，陪审团赞成一切针对她的控告，认为她的生活方式违背清教的教规，因为她穿黑色的衣服，并且装束奇怪。在审查过程中，她被问到那件奇怪的“被撕成两块的”衣服。这种不正常的生活方式，导致她被控告为女巫。当天，她被判有罪，关进监狱。6月3日，陪审团通过了对丽贝卡·納斯和约翰·威拉德的控告，但是不知道为什么，她们没有被立即关进监狱。1692年6月10日，布麗姬·比绍普被绞刑处死。
死刑执行之后，法院立即休庭20天（直到6月30日），在这期间，法院向新英格兰最有影响力的牧師们征求意见。6月15日，由科顿·马瑟代表他们集体做出回应：经过塞勒姆女巫事件处理委员会的咨询，几位牧師宣布如下，
1. 这些正在受苦的人，是被另一个看不见的世界所折磨，我们深深的同情他们，他们现在的处境，需要所有的人尽自己的力量去帮助他们。
2. 怀着感激之情，我们必须承认，尊敬的国王已经通过自己的努力获得了仁慈的上帝的帮助，我们已经察觉到，这些令人憎恶的巫术已经在村庄中出现，他们在祈求让着邪恶的力量不断强大。
3. 我们判断，在起诉这些巫术行为时，必须非常的小心，以免被魔鬼蛊惑，这里有条通向痛苦的深渊的道路，而且魔鬼撒占据优势，我们必须对这些东西保持警惕，不可一无所知。
4. 在指控别人使用巫术时，要知道，质询某人不等于推测此人有罪，推测某人有罪不等于此人一定犯罪。所以，在控告的过程中，对待那些被控告的人需要格外友好，尤其是那些之前有着很好的名誉的人。
5. 当第一次调查仅是因为怀疑某人的时候，我们希望外界没有谣言，以免很快的把这些正在被调查的人曝光。也许并没有证据证明我们的怀疑是正确的，如果这样，同为上帝的子民，这些人会怎么看待我们的法律？但是柏金思和伯纳德这个案子的处理方式是没有问题的。
6. 推测他人有罪，或者给某人定罪的时候应该十分谨慎，不能仅根据受害者的一面之词。这是因为魔鬼会在上帝的允许下，以邪恶的目的，以无辜者的身份，甚至一个善良人的身份出现。我们也不能将受害者遭到的巫术这件事，视为被告有罪的证据，防止中了被恶魔常用的骗术。
7. 我们不清楚，由于我们不相信那些证据而冒犯魔鬼，会不会带来恐怖的灾难。在这些被控告的人中，我们希望，有一些人和这些罪行没有关系。
8. 然而，根据上帝的法律，和英语国家的整个地位，对于这些巫术，我们只能向政府提建议，快速的提出有效的指控。

哈钦森总结了这封信：“前两条和最后一条建议剥夺了别人的权力，让控告更加强有力”。（在玛格纳里亚几年后再版的信件中，科顿·马瑟删掉了“前两条和最后一条”这句话。）纳森尼尔·塞顿斯塔（Nathaniel Saltonstall）在6月16日从法庭辞职，被认为是因为对信件和不满，没有完全禁止一些毫无根据的证据。据说塞顿斯塔值得被信任，因为“他一开始就有勇气给别人定罪。
越来越多的人被指控，逮捕和审查，但现在塞勒姆镇，前地方法官約翰·霍桑、喬納森·科溫和巴索羅繆·葛德尼已经成为特殊法庭的法官。羅傑·圖森克于1692年6月16日死在监狱里。
6月30日至7月初，陪审团赞成对薩娜·古德、伊莉莎白·傑克森·霍爾、蘇珊娜·馬汀、伊丽莎白·普羅克特（Elizabeth Proctor）、约翰·普羅克特（John Proctor）、瑪莎·科里安、莎拉·王爾德斯和多卡斯·霍爾的起诉，当时只有萨拉·古德、丽贝卡·納斯、苏珊娜·马汀、伊丽莎白·豪和莎拉·王尔德斯被送审，同时定罪。在1692年7月19日处以绞刑。
七月中旬，安德沃的一名警官和他的妻子，邀请塞勒姆镇受害的女孩去接受检查，以确定是谁在伤害她们。安·福斯特、其女玛丽、孙女小玛丽承认自己是女巫。托马斯·牛顿被任命到新漢普郡省时，省长菲普斯任命安东尼·柴克林（Anthony Checkley）代替托马斯牛顿做首席律师。
8月，陪审团起诉乔治·巴勒斯（George Burroughs）、瑪麗·伊斯泰、玛莎·科里（Martha Corey）和喬治·雅各布斯，并且给玛莎·科里安（Martha Carrier）、約翰·威拉德、乔治·巴勒斯、乔治·雅各布斯、伊丽莎白和约翰·普羅克特判定死刑，其中伊丽莎白·普羅克特由于怀孕缓期执行，其余几人在1692年8月19日被处死。
|                                       | 喬治·巴勒斯和其他人一起被關在囚車裡，通過塞勒姆的大街，押赴刑場。在他即將行刑的時候，他向眾人做最後的演說，聲明自己無罪。如此莊重嚴肅的演講贏得了所有人的尊敬。他的禱文措辭極佳，演講時極為沉著冷靜。他的演說如此動人，很多人的眼淚都流了下來，看起來這場行刑很有可能被觀眾打斷。這時，原告站出來說，有魔鬼在指示他說這些。在他被吊死後，科頓·馬瑟一躍上馬，大聲向民眾演講，一邊說巴勒斯先生是未受任命的牧師，一邊向大家訴說他的罪行，他說魔鬼經常會以光之天使的形體出現。這確實稍微安撫了民眾，剩下的行刑得以繼續。巴勒斯先生的絞索被砍斷，某人抓住他的絞索，將他的屍體拖到一個坑中，或一個墳墓中，在兩英尺深的岩石之間。他的上半身和屁股被扒光，一條受刑人的舊褲子被放在他的下半身上。他被放了進去，和瑪莎·科里安與約翰·威拉德被葬在一起，他的一隻手、下巴和一隻腳曝露在外。 |
| ——羅伯特·卡里夫《未知世界的更多困惑》 | |

9月，陪审团起诉了18人，其中对威廉·普羅克特（約翰和伊莉莎白的兒子）的起诉失败。1692年9月19日，吉尔斯·科里拒绝认罪，于是被加以酷刑。在这种酷刑的折磨下，4人认罪，11人被审查出有罪。
9月20日，科顿·马瑟写信给法庭书记斯蒂夫·斯威尔，说道“我可能更有能力来对付这些邪恶的敌人”要求“记录6个或者12个已经被判刑的主要女巫的犯罪证据”。
1692年9月22日，又有8人被处死，“在行刑后，诺伊斯说看到八个地狱之火在那里，心中很难受。” 多卡斯·霍爾，死刑犯之一，在幾位牧師的支持下承认自己是女巫，并且获得了死缓。而玛丽·布拉德伯里已经逃走。艾比盖儿·福克纳由于怀孕而死缓。

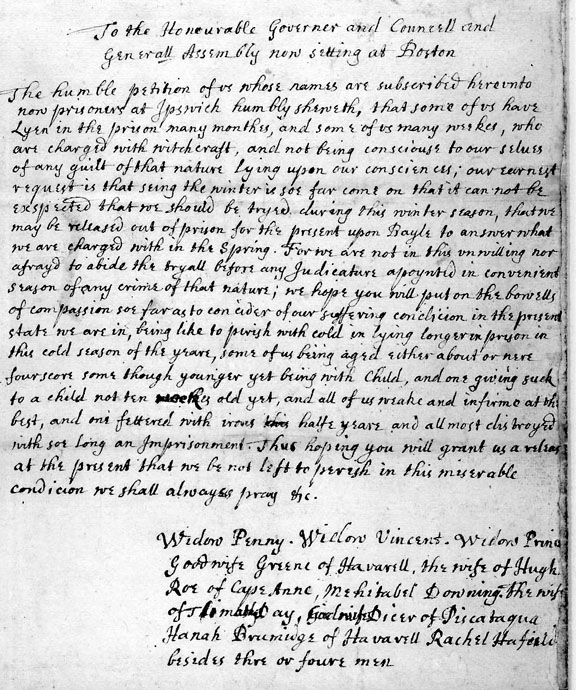
请求保释11位被控告者的请愿书，来自伊普斯维奇，1692年

马瑟很快完成了对这些未知世界奇迹的审讯，当他11月初离开在缅因州的战役的时候，把审讯结果交给了菲普斯。11月中旬的时候马瑟的手稿和菲普斯的信件都在“去往伦敦的同一条船上”。
|                                    | 我谨此声明：在我离开战役后……，我明白如果这些受害者所提供的证据不足，这些无知者将会面临什么样的危险，我在受害者提出控告之前，就终止了法院的程序，一直到我们的陛下想知道。 |
| ——州长菲普斯，1692年11月12日波士顿 | |

11月29日，法官斯威尔写到，「特殊法庭因此自行解散......询问特殊法庭存在的意义，认为解散后会多有不便。」省长菲普斯的妻子瑪麗·菲普斯女士也是受指控者之一。这些奇怪的证据必须受到质疑，新年过后应该重新审问，但是不能像以前一样。

### 上级法院的最终审判，1693年
1693年1月，新的最高法庭在塞勒姆镇开庭。威廉·斯托顿作为首席大法官，安东尼·柴克林为总检察长，乔纳森·埃拉森（Jonathan Elatson）为法庭书记。前五个案子是莎拉·伯克利（Sarah Buckley）、玛格丽特·雅各布斯（Margaret Jacobs）、丽贝卡·雅各布斯（Rebecca Jacobs）、玛丽·魏特吉（Mary Whittredge）和乔波·图吉（Job Tookey），去年9月，她们被指控，但是没有审理，现在法庭宣布所有被裁定罪名不成立。对许多还在监狱中的女孩的控告被陪审团驳回。但是仍然后16人被指控，其中三人裁定有罪，分别是：伊丽莎白·詹森（Elizabeth Johnson）、萨拉·王尔德斯和玛丽·波斯特（Mary Post），当斯托顿批准行刑书时，省长菲普斯饶恕了他们。在1月底，法庭在查尔斯顿镇开庭，审理了萨拉·科尔（Sarah Cole）、莉迪亚·达斯汀（Lydia Dustin）、莎拉·达斯汀（Sarah Dustin）、玛丽·泰勒（Mary Taylor）和玛丽·图森克（Mary Toothaker）的案子，以前的罪名全部被推翻，但是只有在缴纳了监狱费用才能释放。莉迪亚·达斯汀於1693年3月10日死在狱中。4月底，法庭在波士顿开庭，宣布约翰·奥尔登（John Alden）无罪。5月，法庭在伊普斯維奇开庭，撤消了对苏珊娜·波斯特（Susannah Post）、尤妮丝·佛莱（Eunice Frye）、玛丽·布里吉（Mary Bridges）、玛丽·巴克和威廉·巴克（Mary and William Barker）的控诉，并无罪释放。这一事件终于画上了句号。

## 案件进程

### 综述
在有人得出巫术造成了精神失常、疾病或是死亡的结论后，原告向当地法官投诉了所谓的女巫。如果这个诉讼被认为是可信的，那么法官会逮捕嫌疑人并对被告进行公开检查，也就是审问，在审问过程中法官会强迫被告人承认罪行。
如果当地水平的法官认为诉讼是有根据的，囚犯被移交给高等法院。在1692年，当地法官选择等待新宪章和省长的到来。省长将建立法院的审理和判决规则来处理这些情况。下一步在高等法院，证人被传召在大陪审团面前。在此案中，被起诉人的罪名可能是因为使用巫术施加折磨，或是与魔鬼签订了契约。一旦被起诉，被告将在法庭受审。有时在同一天，例如在第一个被告布瑞奇·比绍普的案件中，起诉和受审都是在1692年6月2日，而行刑是在6月10号。
在1692年四个行刑日期中，6月10日有一人、7月19日有五人（萨拉·古德、丽贝卡·納斯、苏珊娜·马汀、伊丽莎白·豪和莎拉·王爾德斯）、8月19日有五人（玛莎·凯瑞、约翰·威拉德、乔治·巴勒斯、乔治·雅各布斯、约翰·普羅克特）、八人于9月22日（瑪麗·伊斯泰、玛莎·科里安、塞繆爾·沃德維爾、玛丽·帕克、爱丽丝·帕克、威尔莫特·瑞德和玛格丽特·斯科特）。 另外几人因为怀孕而被判缓刑，包括伊丽莎白·普羅克特和艾比盖儿·福克纳。其他五位妇女虽然被判，但是判决却未被执行，她们包括了安·福斯特（后来死于监狱）、她的女儿玛丽、艾比盖儿·霍布斯、多卡斯·霍尔和玛丽·布拉德伯里。
来自于东南边境塞勒姆的一个80岁的农民吉尔斯·科里（Giles Corey），当在9月份被传召审问时拒绝认罪。法官们使用了一种陈旧的惩罚形式，即将石块堆在他的胸口直到他再也无法呼吸。经过两天的痛苦折磨，科里仍然没有认罪，最后他凄惨地死了。对于他这种拒绝认罪的行为，有一种解释是他担心自己的财产被政府没收。但是根据历史学家查德威克·汉森的考证科里的大部分财产已经被没收了，实际上他在监狱中用自己的生命向世人宣告：“他的死是对法院审判方式的抗议”。这个解释的角度和当代评论家罗伯特·卡勒弗不谋而合，他声称：「吉尔斯·科里对起诉不服，但比起接受一批明知道同样会反对和判决他的陪审团的审判（陪审团中没有人被起诉），他宁愿选择死亡。」然而即使死后，这些被判女巫罪名的人也没有得到和平和尊重。丽贝卡·納斯（Rebecca Nurse）和玛莎·科里（Martha Corey）在死后被他们的教堂驱逐，没有人给予她们适当的葬礼。一旦被告的尸体从作为支柱的树木上被砍下，就被扔进一个很浅的坟墓中，人群也很快散去。根据口述历史，死者家属在天黑后找到这些尸体，把他们葬在家族墓园中无名的坟墓里。并且当时的书面纪录也没有提到这些死者的有关事迹。

### 幽灵证据
许多（但不是所有）用以指证被告的证据是有关幽灵，或是证词提供者声称看到幽灵或鬼怪形状的人折磨他们。围绕这些证据的神学争议主要集中当魔鬼试图操纵人类时是否需要获得当事人的许可。反对者声称魔鬼能够未经允许使用任何人的身体，但是法庭认为魔鬼在没有获得许可的情况下是不能操纵人的。因此原告看到幽灵的证词可以作为可信的证据被法院接受，且被告人被认为和魔鬼联手向无辜群众施加折磨。
然而，因克瑞斯·马瑟 （Increase Mather）和其他牧師致函法院，敦促法官不能仅仅依据幽靈證據作出判决（幽灵证据后来被认为是不能接受的，这导致了诉讼率的大幅下降，也可能加速了这个事件的结束进程）。这封信的副本被收录在1693年出版的因克瑞斯·马瑟《良心案》一书中。当地法官查阅之前的女巫案件，试图找到使用幽灵证据的先例。他们发现，只有法学家马修·黑尔（Matthew Hale）允许使用幽灵证据，著名的哲学家、医生和作家托馬斯·布朗也支持他的观点。该次证据在1662年于薩福克郡伯里聖埃德蒙茲女巫审判一案中被用于指控两名洛斯托夫特妇女，并且此案的流程和有效性是被认可的。

### 女巫蛋糕
在1692年2月的一段时间内,也就是当所谓的巫术折磨开始但是还没有特定的嫌疑人被提及时，为了让“女巫”暴露出来，牧师帕里斯的邻居玛丽·西布利（受折磨的女孩玛丽·沃爾科特的舅媽）指使奴隶约翰·印第安烘烤了一块以黑麦粉和那些受病折磨的女孩的尿液为原料的女巫糕给狗吃。根据英国民间对巫术的理解，女巫将一些看不见的粒子输送进女孩的身体去折磨她，这些粒子会残留在女孩的尿液中，当狗食用女巫糕时，女巫本人会感到十分痛苦，她的痛呼呻吟会暴露她女巫的身份。根据1692年10月8日当时的批评者托马斯·布拉特尔的信件，这种迷信思想来自于笛卡儿哲学的“电素学说”，该学说认为女巫从眼中射出了 “有毒恶性的粒子” 。
根据塞勒姆村教堂的记录，1692年3月25日牧师帕里斯就西布利的“大错误”私下和她进行了交流，并接受了她的“悲伤的忏悔”。在他3月27日周日的布道会中，帕里斯发表关于“灾害”的演说，向公众表示灾害已经发生在他的身边已，但他指出：“这些灾害从未阻止光明，直到我的印第安人受我们姐妹玛丽·西布利的指使，使用恶魔的方法制作了女巫蛋糕。”他继续告诫所有人，他反对使用任何魔法、甚至包括白魔法，因为它在本质上是“用魔鬼帮助对抗魔鬼。玛丽·西布利公开承认自己的错误，公众投票表决显示，他们都很满意她的认错行为。
这一时期出现的其他例子显示，人们对于“电素学说”是认同的，并且认为这些现象可以作为法律证据。在一个例子中，人们建议切下并焚烧被认为受伊丽莎白·豪折磨的2种不同动物的耳朵来证明她是造成死亡的女巫。
在流传的故事中，据说受苦的女孩是被帕里斯的奴隶提图芭所折磨，提图芭在1692年的冬天被认为在厨房中教授女孩们关于巫毒教的知识，虽然现在还没有证据来支持这个故事。但许多其他二手信息对此有详细描述，例如查尔斯·温特沃斯在19世纪指出，女孩在提图芭的帮助下，尝试使用白鸡蛋和镜子来模拟水晶球去预测未来的职业和配偶，但是有人却看到了棺材的形状。实际上这个故事来自约翰·黑尔的关于这个案件的书，但在他的解释中只有一个女孩、而不是一群人向他承认曾经尝试过这种行为。而且黑尔没有提及任何有关提图芭的部分，也没有提及这是什么时候发生的。然而在记录她与萨拉·古德和莎拉·奥斯本的案件中，提图芭进行了充分的忏悔，在法庭上提及“居住在看不见的世界里的生物”和“服务于撒旦的黑暗仪式”，而且提图巴通过说“殖民地的许多人都从事了这种魔鬼的仪式”来暗示古德和奥斯本都是女巫共谋。
提图芭经常被引用为加勒比印地安人或非洲裔，但当代只将她描述为一个“印地安人”。一些学者的研究表明，她很有可能在现在的委内瑞拉地区被抓住带到巴巴多斯，所以可能是一个阿拉瓦克人。省长托马斯·哈钦森在写马萨诸塞湾殖民地的十八世纪历史时，描述她是“西班牙印地安人”，在当时，这通常意味着她是一个来自卡罗来纳州、佐治亚州或是佛罗里达州的美国土著。

### 触摸测试
最臭名昭著的关于“电素学说”的应用，也是对牧师帕里斯在塞勒姆村的建议的直接的反对，是在1692年9月安多弗的触摸测试。如果被指控是女巫的人触摸了正常状况下的受害者，而这种正常健康的状况消失停止了，那么着意味着这个人就是折磨受害者的女巫。一些被告之后回忆，“我们被蒙上眼睛，一些人引导我们将手放在他们身上，然后他们说之所以他们仍然健康是因为我们因折磨他们而有罪愧疚。于是为了保证塞勒姆的正义与和平，我们被作为囚犯逮捕。”黑尔解释说这是粒子进入人体后会通过触摸返回女巫体内。

### 其他证据
其他证据包括了被告的自白。一名指控其他人也是女巫的被告人的证词包括了在嫌疑人家中发现的手相术和星座的书籍，或大量的药膏。甚至包括她们身上所谓的“女巫的乳头”。一个女巫的乳头被认为是斑块或是污点，且对触摸不敏感。这也被认为是女巫身份的可靠证据。但是实际上这种不敏感性经常是被人工设计的，因为检查者秘密使用非常钝的针，却宣布被告不能感受尖锐的刺痛。

### 当代评论
许多关于案件的解释和评论在1692年开始出版。曾參與事件的前牧師德奧達·勞森在1692年3月和4月参观了塞勒姆村。他在同年于波士顿对于他在该村的所见所闻发表了文章，名为《对于塞勒姆村许多被巫术折磨的人们的简短真实的记录：1692年的3月19日至4月15日期间究竟发生了什么？》
波士顿的浸礼会牧师威廉·米尔博（William Milbourne）在1692年6月初公开向大会请愿，对在法庭使用幽靈證據提出质疑。他不得不支付£200（相当于今天的£27,319），否则就会因公开发布诽谤文章的罪名而被逮捕。
1692年6月15日，包括因克瑞斯·马瑟、塞缪尔·威拉德、科顿·马瑟在内的十二个地方牧師向在波士顿的省長和议会提交了报告，提醒当局不要完全依赖幽灵证据，他们指出女巫罪名的假设应该更有说服力，而不是仅仅依靠一人片面的幽灵描述。
在1692年的某个时候，波士顿第三教堂的牧師塞缪尔·威拉德在费城匿名发表一本小册子，题为《寄语目前巫术辩论的一些杂记观察，S.与B.之间的对话》，作者被列为“P.E与J. A.”（菲利普·英格利什（Philip English）和约翰·奥尔登（John Alden）），但一般说是威拉德写的。在这本册子里面，有两个角色：S（塞勒姆）和B（波士顿），对诉讼的进程进行讨论。“B”敦促谨慎使用所谓被害人和忏悔者的证词，他说，“他们说的任何事情都是值得怀疑的，使用他们的证词或是太过相信他们是十分危险的”。
1692年9月，根据省長菲普斯的请求，科顿·马瑟写了名为《无形世界的谜题：对最近在新英格兰执行的女巫案件的解释》的文章用以“帮助平息此起彼伏的愤怒”。这虽然记录发布在1693年，实际上是发表在1692年的波士顿和伦敦，由总裁判官威廉·斯托顿写了推荐信。这本书包括五个案件，许多材料是直接从马瑟的朋友和法庭书记员斯蒂芬·休厄尔（Stephen Sewall）提供的法庭记录中复制的。
科顿·马瑟的父亲，因克瑞斯·马瑟，在听审裁判庭最终审判之后，于1692年10月3日发表了《关于恶灵的良心案》（标题页误列出了出版年份为“1693”）。文中马瑟重复强调了他对于幽灵证据的担心，他说“宁愿10名女巫嫌疑人逃跑，也不希望一名无辜的人被判罪”。此书的第二版和第三版于1693年出版在波士顿和伦敦。第三版还包括了劳森的《记录》和匿名的《对伦敦绅士的一封函件：对新英格兰女巫案的进一步解释》。
波士顿的一位富有商人托马斯·布拉特尔，他同样也是哈佛校友，在1692年10月以手稿的形式散发了一封信，他对法院判罪的流程提出了批评，包括使用触摸测试和忏悔者的证词，他说，“他们很迷惑，被强加了恶灵的影响，因此不适宜提供证据，无论是对自己或是他人”。

## 终止和事后影响
尽管最后一次审判在1693年5月结束，公众的响应仍在继续。在审判结束的几十年内，问题主要在于为无辜者平反，以及补偿在这次事件中的幸存者和他们的家属。在之后的一个世纪内，那些遭到不公正的审判和谴责的受害者的后代要求公众	尊重他们的记忆。

### 对无罪者的平反和对幸存者及其家属的补偿
人们对正义的呼喚并未结束，在1695年发生的一件事证明了这一点。湯瑪斯·莫爾是一位著名的贵格派教徒，他在他的书《真相的提供和维持》中公开批评了清教徒的审判。他说，宁可放过一百个巫婆，也不能错杀一个。因为出版这这本书，莫爾被监禁12个月之后，被判无罪。当年死在绞架山上的几十个无辜者，用生命奠定了后世美国司法的一个重要原则：宁可放过十个，不可错杀一人。在1696年12月17日，常设法庭宣布将1697年1月14日定为斋戒日。在那天，塞繆爾·休厄爾让塞繆爾·威拉德读出了他向波士顿南教堂的教众的道歉。托马斯·菲斯克（Thomas Fiske）和其他11个陪审员同样要求宽恕。
自1693年至1697年，纺织者和布商罗伯特·卡里夫在波士顿收集信件法庭记录和请愿书，并且将他们和科顿·马瑟的《未知世界的困惑》作为对比。他写了一篇文章《未知世界的更多困惑》，由于无法将它在波士顿出版，卡里夫只好把它带到伦敦，在那里它于1700年被发表。研究审判的学者哈钦森，阿珀姆，伯尔，甚至普尔，在研究过程中都参考了卡里夫对于文档的整理和编译。1697年，麻薩諸塞州貝弗利的牧師約翰·黑爾完成了他的著作《略論巫術的本質》（A Modest Enquiry Into the Nature of Witchcraft），但它直到1702年黑爾去世以前，都未經發表。也许是在响应卡里夫的书，这本书才得以发表。黑尔在書中对所发生的事情表示遗憾，他明确承认：“那是黑暗的那一天，酷刑和折磨的悲叹，和前总统的权力，使我们走在迷雾中，并不能看到我们的前路。”
1700年到1703年之间，马萨诸塞灣省政府收到了很多情愿，要求判决被正式推翻。那些被审判的人在法律之眼中被认为是已死的人，由于判决仍然记录在案，所以即使没有被处决，他们对于未来可能收到的控诉也十分脆弱。一开始，常设法庭只为投送了请愿书的受害者翻案，只有三人被判有罪而没被处决：艾比盖儿·福克纳、伊丽莎白·普羅克特、萨拉·王尔德斯。在1703年，政府又收到一份请愿书，要求给那些被不正确审判的人更公正合理的解决方案；但直到1709年，常设法庭又收到一份请求时，才采取了相关措施。1709年5月，22位涉及巫审案的的人向政府请愿，包括了巫审案受害者的亲戚或者是受害者本人，他们要求翻案并且得到经济补偿。

### 后世纪念
丽贝卡·納斯的后裔在1885年在丹佛的农庄树立了花岗岩方尖碑来纪念这件事情，在1892年，更多的纪念物被支持納斯的邻居树立了起来。不是所有受害者都在18世纪早期被平反的。即使到了1957年，有些受害者的后裔仍没有得到补偿，六个被无辜地审判并处决的巫女的后裔，发现他们的祖先没有被列入1711或1712平反者的名单中，要求常设法院将他们祖先的名字从犯罪者的名单中除去。于是法院出台了一项条例，来声明这些人的清白。
和审判相关的人群提供了场所供后裔缅怀他们的祖先和分享研究成果。美国早期女巫后裔协会于1987年在加利福尼亞州成立，这个协会邀请了所有能证明自己是塞勒姆女巫案受害者的后裔的女性入会。家族史團體塞勒姆的血統于2007年在犹他州鹽湖城成立，这个协会邀请所有想证明自己是塞勒姆案受害者后裔的人或者是单纯想支持这个协会的人入会。
1992年，纪念塞勒姆女巫案300周年的活动在丹佛斯举行。人们建造了一个纪念公园，并且为受害者放置了纪念石凳。亞瑟·米勒和诺贝尔奖获得者埃利·維瑟爾在纪念会上发表了讲话。丹佛人建立了他们新的纪念碑。1992年，丹佛三百周年委员会同样说服马萨诸塞州议会出台一项正式决议来死者表示尊敬。经过塞勒姆学校教室Paula Keene，议会代表等同意，之前没有添加在决议上的人的名字被加了上去。当这个决议最终在2001年10月31日被麻薩諸塞州州長简·斯威夫特签署时，在事件发生了300年之久后，所有人最终获得了清白。

## 在文学、媒体和通俗文化中的表现
对于女巫的指控，审判和处决，给文学家和艺术家造成了一定的影响。因为事件发生，出现了许多以自由之名来解释这件事情的文艺作品。塞勒姆审巫案发生在一个逐渐消失的中世纪和启蒙时代的交汇点，这些文艺作品明确划清了那个黑暗的中世纪和新兴时代的界限。
直到今天，许多文学作品却仍然以此为主题。文学家、神学家和史学家给予该事件巨大的关注，甚至在事件刚刚结束时，马萨诸塞牧师科顿 ·马瑟就发表了《未知世界的困惑》一书以为反思。美国剧作家阿瑟·米勒于1953年发表了讲述这段历史的剧本《激情年代》，近半个世纪后，该剧又以电影的形式重现银幕。在当年审巫的法官中，有一个人叫约翰·霍桑。霍桑家的后代里，出了一个大作家，那就是写了《七角樓》的纳撒尼尔·霍桑。在说到他这位先祖的时候，他说，在约翰·霍桑的身上，那些受害者的血迹，是再也洗不掉的了。

## 对此事件的医学解释

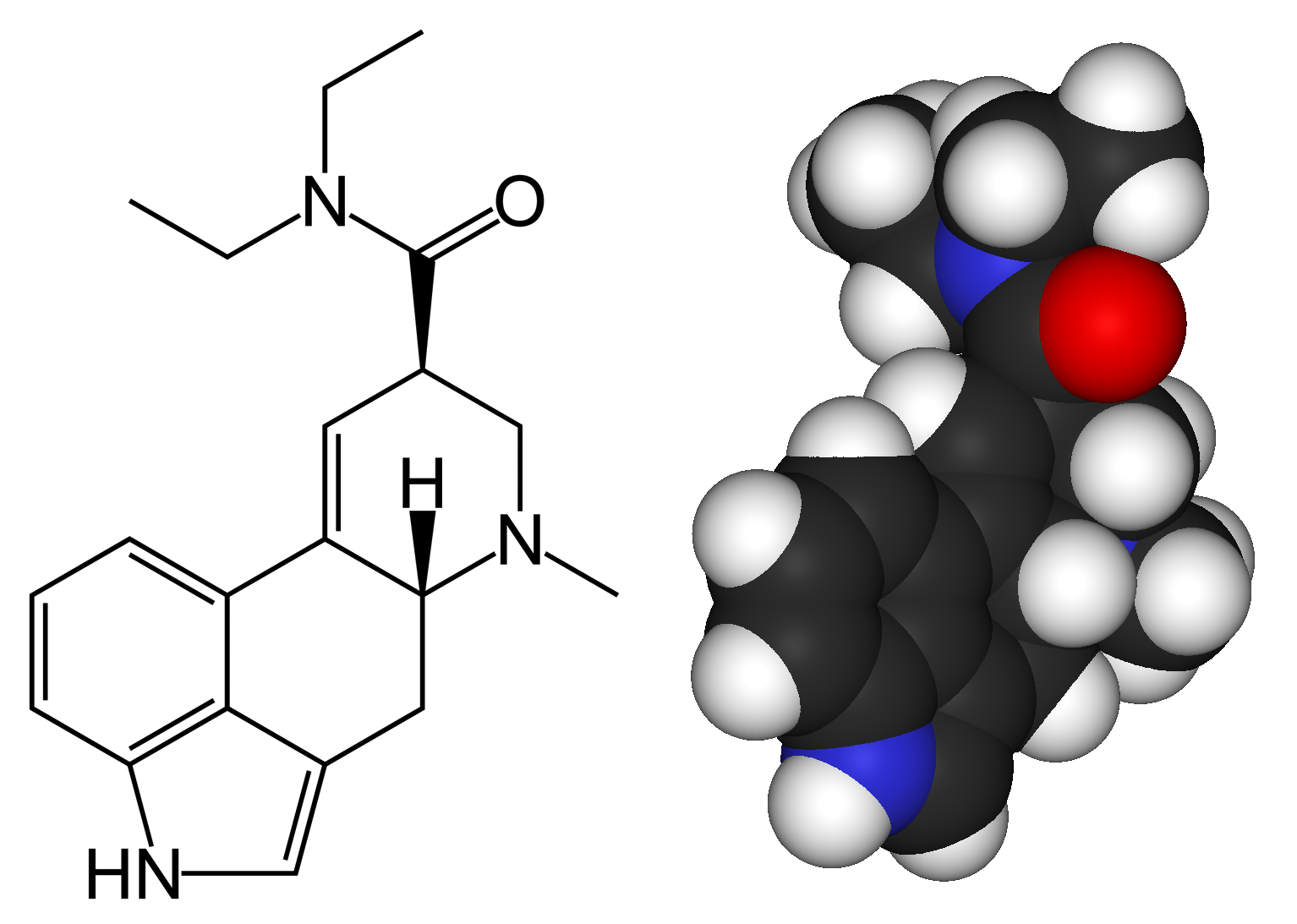
致幻剂LSD的结构

造成女巫身上出现奇怪症状的原因仍然使人感兴趣。研究人员提供了多种理论来解释女巫身上出现的症状。包括对印第安袭击的不能控制的歇斯底里激动情绪；或者是吃了被真菌感染的黑麦面包，真正的祸首很可能是一种寄生于黑麦麥角的真菌，麦角菌。这种麦角菌会产生一种类似于现在的毒品LSD的毒素，抵抗力较低的人会产生幻觉。塞勒姆少女的奇怪症状，其实是一种麦角菌中毒；或者是鸟类传染的流行性脑炎的蔓延；以及用梦游症和睡眠癱瘓症来解释有些被控告者的夜间袭击行为。其他现代的历史学家则对生物学解释不以为然，他们认为塞勒姆少女的行为是由嫉妒、憎恨、以及想要被关注等原因造成的。

## 參见
- 美国殖民历史（英语：Colonial history of the United States）
- 伊普斯维奇审巫案（英语：Ipswich witchcraft trial）
- 因巫術罪名而被處決者列表（英语：List of people executed for witchcraft）
- 塞勒姆审巫案涉案人员列表
- 獵巫
- 死刑
- 格蕾丝·舍伍德

### 引用
1. ↑  Witchcraft at Salem Village. Pioneers in the Settlement of America by William A. Crafts. Vol. I Boston: Samuel Walker & Company, 1876. Artists: F. O. C. Darley, Wm. L. Shepard, Granville Perkins, etc.
2. ↑  Glanvill, Joseph. "Essay IV Against modern Sadducism in the matter of Witches and Apparitions" in Essay on several important subjects in philosophy and religion, 2nd Ed, London: (printed by Jd for John Baker and H. Mortlock, 1676, p.1-4 (in the history 201 course-pack compiled by S. McSheffrey &T.McCormick) 26
3. ↑  Glanvill, Joseph. "Essay IV Against modern Sadducism in the matter of Witches and Apparitions" in Essay on several important subjects in philosophy and religion, 2nd Ed, London: (printed by Jd for John Baker and H. Mortlock, 1676, p.1-4 (in the history 201 course-pack compiled by S. McSheffrey &T.McCormick) 27
4. ↑  Linder, Doug. . www.law.umkc.edu.   [2025-03-01]. （原始内容存档于2008-12-19）.
5. ↑  Jewett, Clarence F. . Ticknor and Company. 1881: 133–137.
6. ↑  The Glorious Revolution in Massachusetts: Selected Documents, 1689–1692 (henceforth cited as Glorious Revolution), eds. Robert Earle Moody and Richard Clive Simmons, Colonial Society of Massachusetts: Boston, 1988, p. 2.
7. ↑  . law2.umkc.edu.   [2025-03-01]. （原始内容存档于2020-11-27）.
8. ↑  "Letter of Increase Mather to John Richards, 26 October 1691, Glorious Revolution p. 621.
9. ↑  Sewall Diary, p. 291.
10. ↑  Massachusetts Archives Collections, Governor's Council Executive Records, Vol. 2, 1692, p. 165. Certified copy from the original records at Her Majestie's State Paper Office, London, September 16, 1846.
11. ↑  Governor's Council Executive Records, Vol. 2, 1692, pp. 174–177.
12. ↑  Records of the Salem Witch-Hunt, Rosenthal, et al., 2009, p. 15, n2
13. ↑  . salem.lib.virginia.edu.   [2025-03-01].

## 延伸阅读

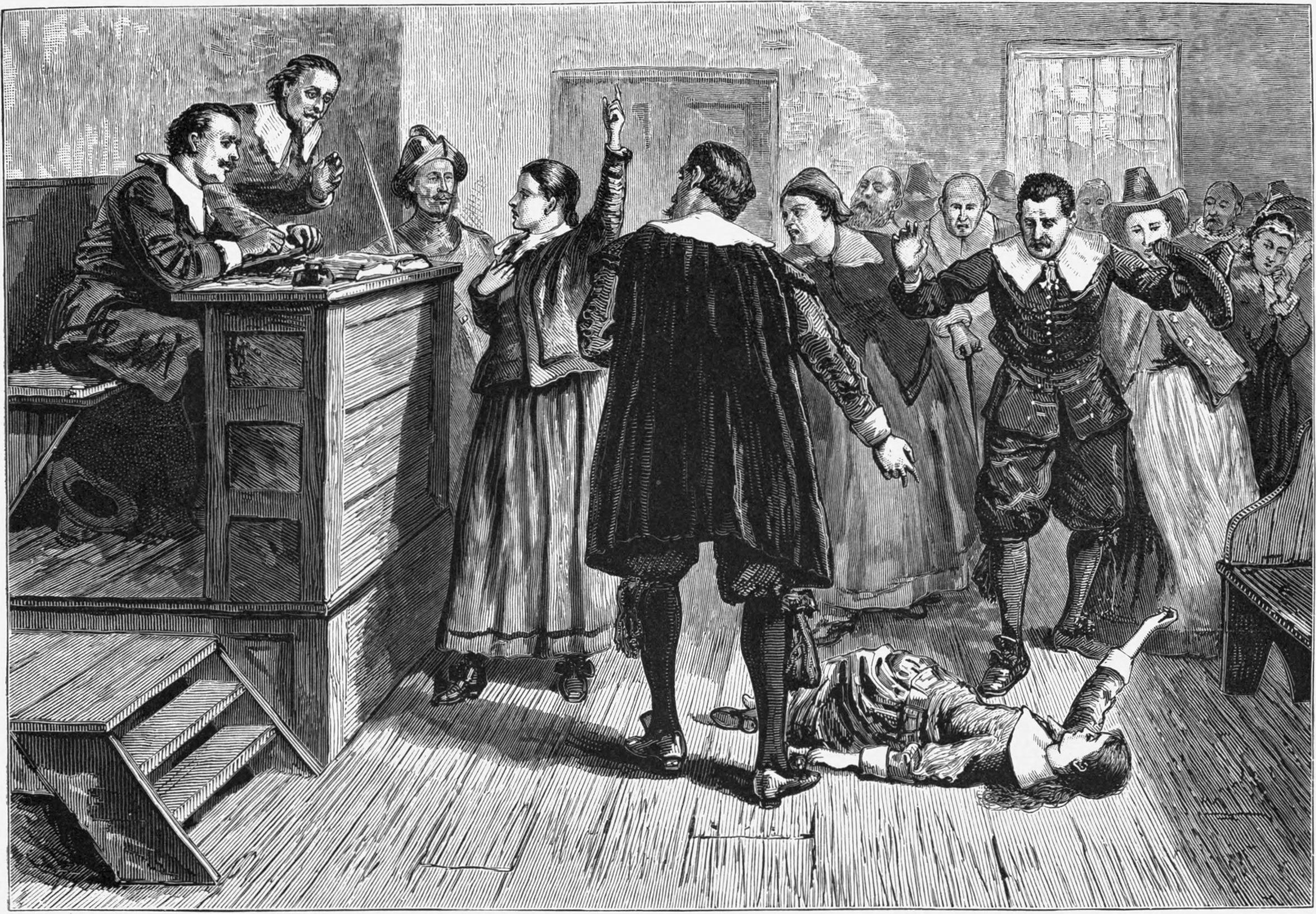
塞勒姆審巫案，这张1876年的画中，法庭中间的人被认为是玛丽·沃尔科特。

- Aronson, Marc. Witch-Hunt: Mysteries of the Salem Witch Trials. Atheneum: New York. 2003. ISBN 1-4169-0315-1
- Boyer, Paul & Nissenbaum, Stephen. Salem Possessed: The Social Origins of Witchcraft. Harvard University Press: Cambridge, MA. 1974. ISBN 0-674-78526-6
- Brown, David C.. A Guide to the Salem Witchcraft Hysteria of 1692. David C. Brown: Washington Crossing, PA. 1984. ISBN 0-9613415-0-5
- Burns, Margo & Rosenthal, Bernard. "Examination of the Records of the Salem Witch Trials". William and Mary Quarterly, 2008, Vol. 65, No. 3, pp. 401–422.
- Demos, John. Entertaining Satan: Witchcraft and the Culture of Early New England. New York: Oxford University Press, 1982. ISBN 0-19-517483-6
- Godbeer, Richard. The Devil's Dominion: Magic and Religion in Early New England. Cambridge University Press: New York. 1992. ISBN 0-521-46670-9
- Goss, K. David (2007). The Salem Witch Trials: A Reference Guide. Greenwood Publishing Group. ISBN 0-313-32095-0.
- Hill, Frances. A Delusion of Satan: The Full Story of the Salem Witch Trials. Doubleday: New York. 1995. ISBN 0-306-81159-6
- Hoffer, Peter Charles. "The Salem Witchcraft Trials: A Legal History". University of Kansas: Lawrence, KS. 1997. ISBN 0-7006-0859-1
- Karlsen, Carol F. The Devil in the Shape of a Woman: Witchcraft in Colonial New England. New York: Vintage, 1987. [This work provides essential background on other witchcraft accusations in 17th century New England.] ISBN 0-393-31759-5
- Lasky, Kathryn. Beyond the Burning Time. Point: New York, NY 1994 ISBN 0-590-47332-8
- Le Beau, Bryan, F. The Story of the Salem Witch Trials: `We Walked in Clouds and Could Not See Our Way`. Prentice-Hall: Upper Saddle River, NJ. 1998. ISBN 0-13-442542-1
- Mappen, Marc, ed. 'Witches & Historians: Interpretations of Salem. 2nd Edition. Keiger: Malabar, FL. 1996. ISBN 0-88275-653-2
- Miller, Arthur. The Crucible — a play which compares McCarthyism to a witch-hunt. ISBN 0-14-243733-6
- Norton, Mary Beth. In the Devil's Snare: The Salem Witchcraft Crisis of 1692. New York: Random House, 2002. ISBN 0-375-70690-9
- Poole, W. Scott. Monsters in America: Our Historical Obsession with the Hideous and the Haunting. Waco, Texas: Baylor, 2011. ISBN 978-1-60258-314-6.
- Robbins, Rossell Hope. The Encyclopedia of Witchcraft and Demonology. Crown Publishers Inc., 1959. ISBN 0-600-01183-6
- Robinson, Enders A. Salem Witchcraft and Hawthorne's House of the Seven Gables. Heritage Books: Bowie, MD. 1992. ISBN 1-55613-515-7
- Rosenthal, Bernard. Salem Story: Reading the Witch Trials of 1692. Cambridge University Press: New York. 1993. ISBN 0-521-55820-4
- Rosenthal, Bernard, ed., et al. Records of the Salem Witch-Hunt. Cambridge University Press: New York. 2009. ISBN 0-521-66166-8
- Sologuk, Sally. Diseases Can Bewitch Durum Millers. Milling Journal. Second quarter 2005.
- Spanos, N. P., J. Gottlieb. "Ergots and Salem village witchcraft: A critical appraisal". Science: 194. 1390–1394:1976.
- Trask, Richard B. `The Devil hath been raised`: A Documentary History of the Salem Village Witchcraft Outbreak of March 1692. Revised edition. Yeoman Press: Danvers, MA. 1997. ISBN 0-9638595-1-X
- Weisman, Richard. Witchcraft, Magic, and Religion in 17th-Century Massachusetts. University of Massachusetts Press: Amherst, MA. 1984. ISBN 0-87023-494-3
- Wilson, Jennifer M. Witch. Authorhouse, February 2005. ISBN 1-4208-2109-1
- Wilson, Lori Lee. The Salem Witch Trials. How History Is Invented series. Lerner: Minneapolis. 1997. ISBN 0-8225-4889-5
- Woolf, Alex. Investigating History Mysteries. Heinemann Library: 2004. ISBN 0-431-16022-8
- Wright, John Hardy. Sorcery in Salem. Arcadia: Portsmouth, NH. 1999. ISBN 0-7385-0084-4